# Редіно
Редіно (рос. Редино) — присілок у Солнечногорському районі Московської області Російської Федерації.

## Розташування
Редіно входить до складу міського поселення Солнечногорськ, воно розташовано на схід від Солнечногорська, поруч із озером Сенеж. Найближчі населені пункти — Тимоново, Дубиніно, Хметьево.

## Населення
Станом на 2010 рік у присілку проживало 27 людей